# Vluchtelingenkerk
Vluchtelingenkerken of vluchtelingengemeenten waren kerkgemeenschappen van gereformeerden emigranten die zich onder druk van de 16e-eeuwse geloofsvervolging in het buitenland vestigden. In Engeland vormden zich Italiaanse, Franse en Nederlandse stranger churches. Ook het Heilig Roomse Rijk ontving dergelijke vluchtelingenkerken.  

## Nederlandse vluchtelingenkerken
Onder keizer Karel V en zijn zoon Filips II van Spanje werd de vervolging van andersgelovigen stelselmatig opgevoerd. De plakkaten volgden elkaar op en werden streng gehandhaafd. In de periode 1523-1566 werden meer dan 1300 hervormingsgezinde inwoners van de Nederlanden ter dood gebracht. Een derde van de inquisitoriale onderzoeken eindigde met een doodvonnis, een veelvoud van het percentage dat de Spaanse Inquisitie bereikte. Nergens in Europa was de godsdienstige repressie intenser. Dit liet hervormingsgezinden een scherpe keuze tussen onderwerping of emigratie. Van in de eerste jaren van de Reformatie kwam er een vlucht op gang naar Duitse steden, en later naar Zwitserse en Engelse oorden. Na de vervolgingen van 1543-1545 vluchtten de calvinisten van Gent en Doornik naar Holland, Londen, Wezel, Aken, Duisburg, Keulen of Straatsburg. Op veel plaatsen waren ze welkom vanwege hun ambachtelijke vaardigheden. 

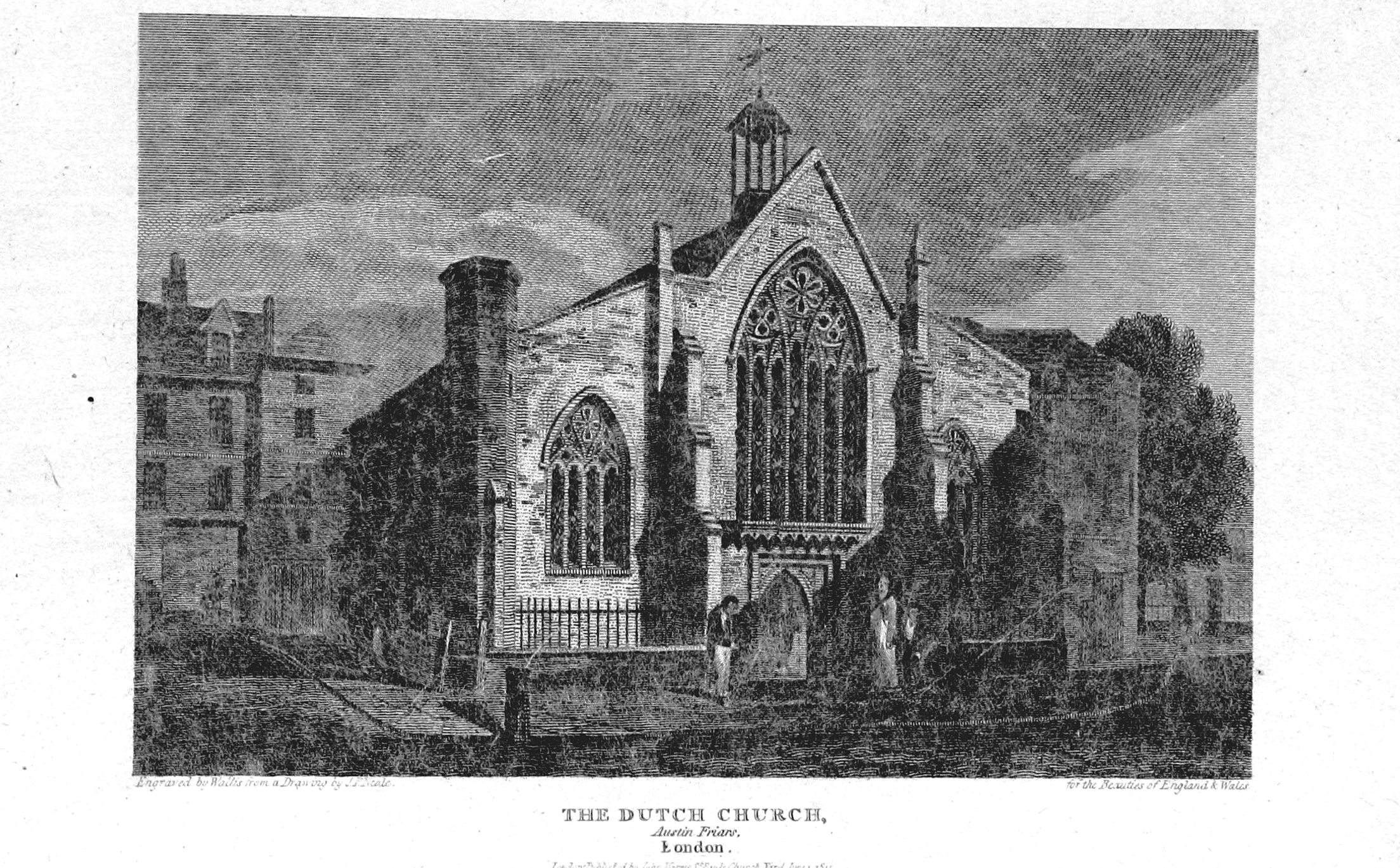
Dutch Church (Austin Friars, Londen)

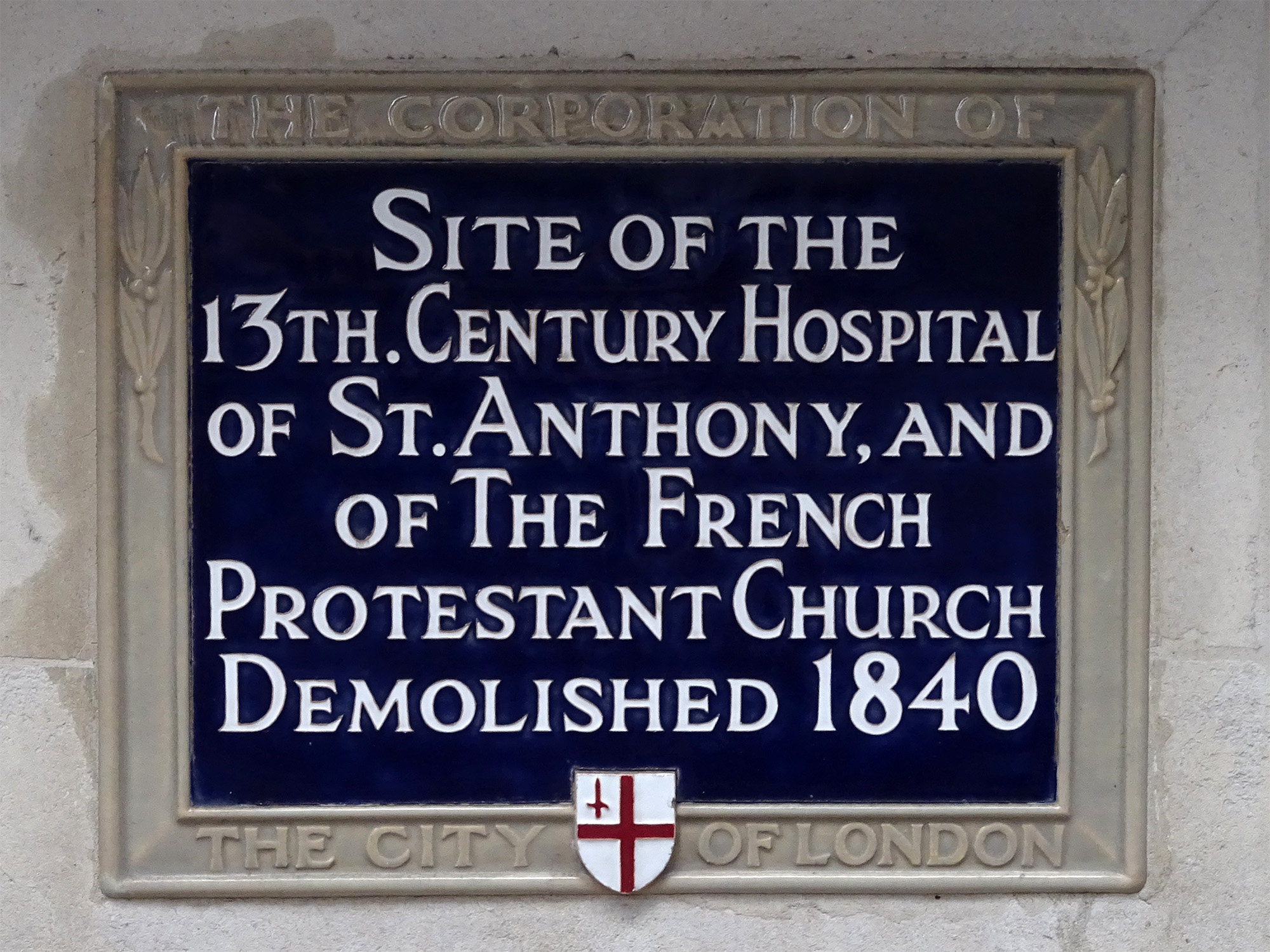
Gedenkplaat op de plaats van de afgebroken Sint-Antoniuskapel, de vluchtelingenkerk voor de Franstalige protestanten in Londen

Vanaf die tijd ongeveer waren er genoeg vluchtelingen om de organisatie van ballingkerken te overwegen. De eerste afzonderlijke kerk voor vluchtelingen uit de Nederlanden werd in 1545 opgezet voor de Doorniknaren in Wezel. De stad zag het als een middel om de slabakkende economie te doen aantrekken, maar beperkte toch de voorrechten: in het Frans preken was toegestaan, eucharistie uitreiken niet. Een meer onafhankelijke kerk ontstond in 1550 in Londen, met de Poolse hervormer Johannes a Lasco als superintendent. De recent aangetreden koning Edward VI, een protestant, verleende een charter dat twee congregaties toeliet, een Franstalige en een Nederlandstalige. Lasco leidde beide en werd daarvoor vergoed van overheidswege. De voormalige kloosterkerk van Austin Friars werd op kosten van de regering gerenoveerd. Lasco modelleerde de discipline en de hiërarchie van predikanten, ouderlingen en diakens naar Calvijns instructies voor Genève en Straatsburg, maar hij voorzag in een sterker democratisch element. In Norwich, Sandwich en andere kustplaatsen waren kleinere gemeenschappen.
Het aantreden van de katholieke koningin Mary Tudor in 1553 betekende de sluiting voor de Engelse vluchtelingenkerken. Hun leden werd te verstaan gegeven dat ze moesten vertrekken. Lasco wilde zijn gemeente naar Denemarken verhuizen en scheepte in september 1553 in met 175 personen, maar aan het lutherse hof waren ze niet welkom. Na een winterse zwerftocht vestigden ze zich begin 1554 in Emden. Tot de heropening van de Engelse kerken in 1558, werd dit het belangrijkste centrum. In Duitsland kon er ook instabiliteit zijn. De gemeenschap in Frankfurt werd in 1562 verdreven en vestigde zich in Frankenthal.
In 1565-1566 begonnen de calvinisten in de Nederlanden naar de wapens te grijpen en vond de Beeldenstorm plaats. De repressie bracht niet eerder geziene vluchtelingenstromen op gang. Vanuit Brabant en Gelderland liepen duizenden over land naar Wezel en andere plaatsen aan de Nederrijn. De vluchtelingenkerken in Emmerik, Goch, Rees en Gennep dateren uit deze periode. Bestaande ballingsoorden als Aken, Duisburg en Keulen zwollen aan. Tegen 1568 telde die laatste stad een duizendtal kooplieden uit de Nederlanden. Ook Heidelberg en de Palts waren in trek, terwijl het heropende Frankfurt meer dan duizend nieuwe burgers inschreef. Engeland deed nauwelijks onder in aantallen. Hier kwamen de immigranten vooral uit de westelijke provincies Vlaanderen, Artesië en Henegouwen en uit Antwerpen. Londen kreeg er op enkele maanden tijd vierhonderd binnen. In Norwich kwam een derde van de bevolking uit de Nederlanden, vooral uit Ieper en de Franstalige gewesten. Er werd een Waalse kerk gesticht in Southampton en Nederlandstalige in Yarmouth, Maidstone, King's Lynn en Thetford. Vluchtelingen uit het noorden trokken eerder naar Emden. 
De houding tegenover de opstand was een groot punt van discussie. Mee door hun afhankelijkheid van vreemde autoriteiten waren de vluchtelingenkerken eerder voorzichtig. Het consistorie van Londen stelde zich op het irenische standpunt van Calvijn en Guy de Brès, en wees zelfs gevangenisbraken af, zoals die van Jan Hacke en Willem Damman. Nochtans werden beide operaties vanuit Sandwich aangestuurd en was er dus geen eensgezindheid. In 1562 kwam het tot een botsing tussen Londen en Antwerpen. De predikanten Herman Moded, Joris Wybo en Pieter Hazaert werden afgevaardigd om de brokken te lijmen, maar tot een blijvende verzoening kwam het niet. Het lijdelijke standpunt verdween uiteindelijk onder druk van de gebeurtenissen. 
De buitenlandse kerken waren maatgevend in de uitbouw van de Nederlandse gereformeerde kerk. Vooral Londen en Emden zetten de toon, in de jaren 1560 gevolgd door de Palts. Hun structuur, doctrine en praktijken waren calvinistisch van inspiratie. De lange voorbereiding in ballingschap bleek een voordeel te zijn tegenover andere evangelische groepen, zoals de weinig doctrinale dopers. De vermenging van mensen uit verschillende gewesten in de ballingsoorden droeg ook bij aan het gevoel van nationale samenhorigheid, dat in die jaren van opstand voorzichtig de kop opstak. Het particularisme bleef niettemin sterk en ballingen uit eenzelfde stad klonterden bij voorkeur samen. Vanaf 1572 veroverden de geuzen delen van Holland en Zeeland, waar vrij calvinistische kerken konden worden opgezet. Dit leidde tot nieuwe vragen die zich in ballingschap niet hadden gesteld, zoals de strijd met de steden om de controle over doop, huwelijk en armenzorg.
De ervaring van ballingschap en terugkeer werd gedeeld met de hugenoten en de Marian exiles. Breder bekeken waren de Nederlandse vluchtelingenkerken deel van een eeuw die veel golven van geloofsmigratie kende: de verdrijving van de Sefardische Joden uit Iberië in de jaren 1490, de verdrijving van de Morisco's uit Spanje, de vlucht van de Asjkenazische Joden uit Centraal-Europa, de Ierse jakobieten, de Engelse recusanten, Schotse katholieken, Grieken, Armeniërs, mennonieten, quakers en Moravische broeders.

## Locaties
In Engeland bestonden Nederlandse en Waalse vluchtelingenkerken in Londen, Sandwich, Norwich, Canterbury, Southampton, Winchelsea, Rye, Glastonbury, Colchester, Halstead, Yarmouth, Maidstone, King's Lynn, Thetford en Maidstone.
Duitse vluchtelingengemeenten waren er in Emden, Wezel, Heidelberg, Duisburg, Frankfurt am Main, Aken, Keulen, Emmerich, Goch, Rees, Gennep en Frankenthal.